# Sieweczka krzykliwa
Sieweczka krzykliwa (Charadrius vociferus) – gatunek średniej wielkości ptaka z rodziny sieweczkowatych (Charadriidae), zamieszkujący Amerykę Północną i Południową. Jest bliski zagrożenia wyginięciem.

## Podgatunki
Wyróżnia się 3 podgatunki Charadrius vociferus:
- C. v. vociferus Linnaeus, 1758 – Kanada, USA (w tym południowo-wschodnia Alaska), Meksyk. Zimuje na południe od zasięgu letniego aż po północno-zachodnią Amerykę Północną.
- C. v. ternominatus Bangs & Kennard, 1920 – Bahamy, Wielkie Antyle, Wyspy Dziewicze;
- C. v. peruvianus (Chapman, 1920) – zachodni Ekwador, Peru, skrajnie północno-zachodnie Chile.

## Morfologia

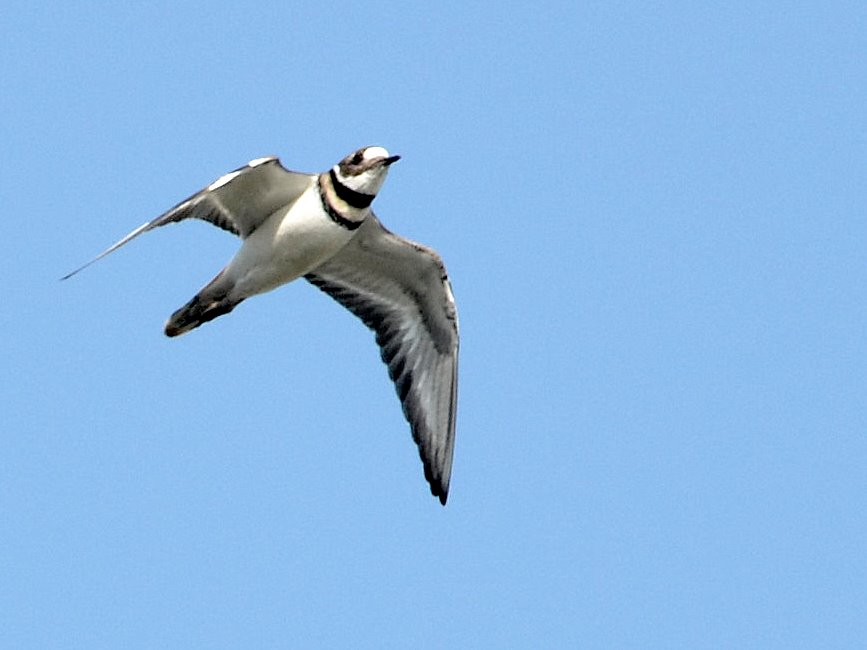
Sieweczka krzykliwa w locie

WymiaryDługość ciała 20–28 cm, rozpiętość skrzydeł 59–63 cm; masa ciała 72–121 g.
WyglądJedyna północnoamerykańska sieweczka z 2 czarnymi przepaskami na piersi. Czoło białe z czarnymi obrzeżeniami. Ciemię, grzbiet oraz skrzydła są brązowe. Brwi białe, czarne paski na policzkach. Obroża i spód ciała białe, pokrywy nadogonowe rdzawe. Ogon rdzawy, z czarnymi i białymi obrzeżeniami. Obie płci jednakowe.

## Zasięg, środowisko
Występuje w Ameryce Północnej oraz północno-zachodniej i zachodniej części Ameryki Południowej. Podgatunek vociferus jest wędrowny, ternominatus i peruvianus są osiadłe. W 2010 roku stwierdzono lęg osobników tego gatunku na wyspie Santa Maria (Azory). Zamieszkuje łąki, pastwiska oraz suche płaskowyże. Poza tym także piaszczyste łachy, równie pływowe, jest też spotykana w okolicach miast w miejscach takich jak trawniki, boiska, pola golfowe czy lotniska.

## Rozród

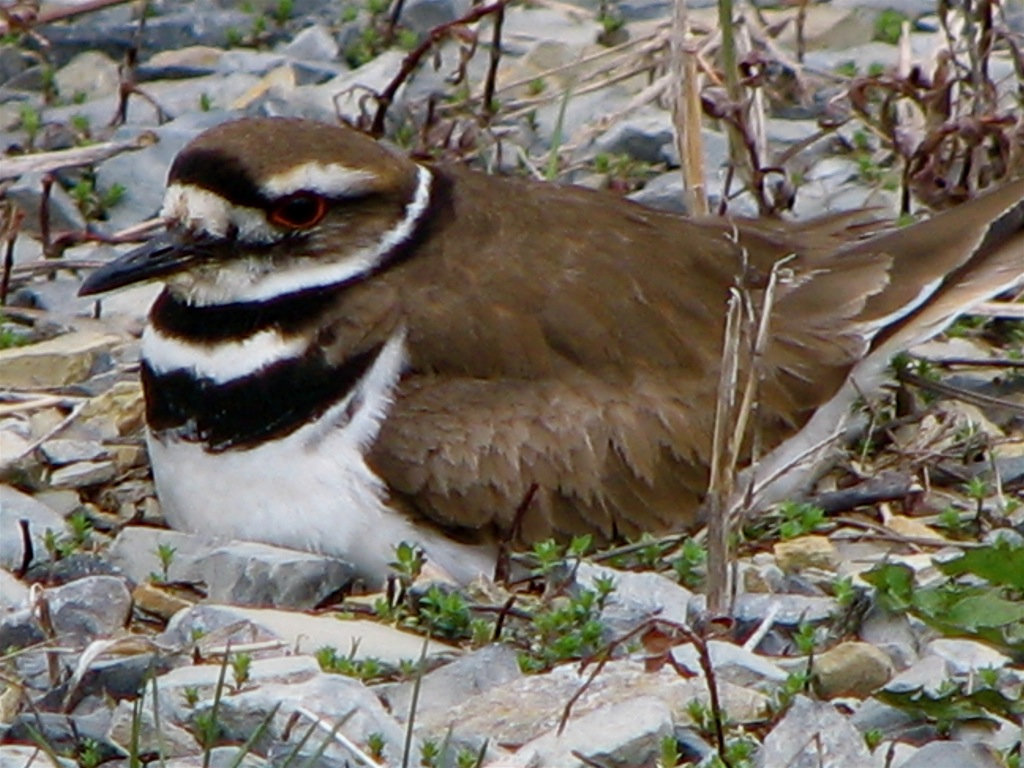
Wysiadująca samica

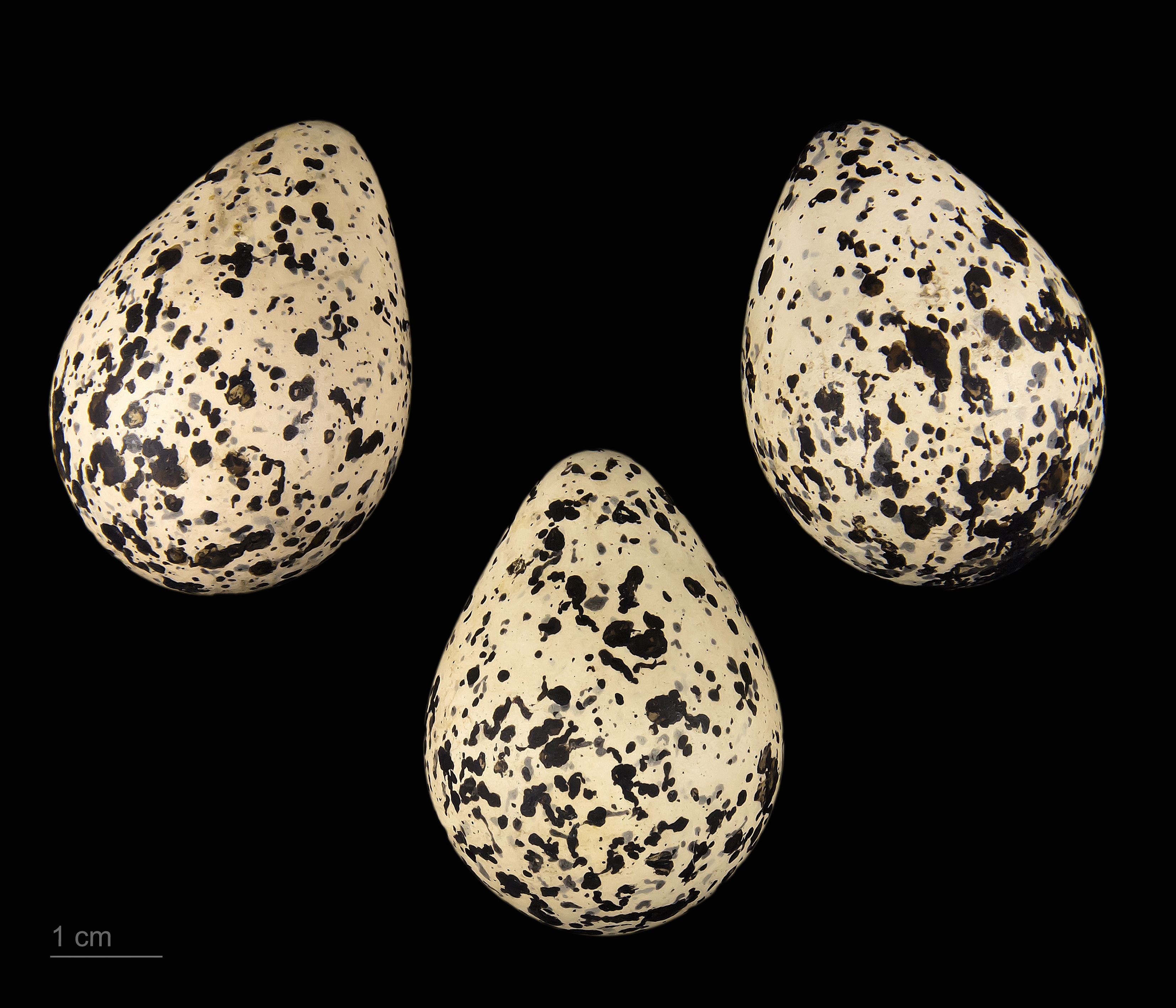
Jaja z kolekcji muzealnej

Gniazdo stanowi niewielki wydrapany dołek w ziemi. Para często wykonuje ich kilka, ale ostatecznie wybiera jeden. Po tym jak rozpocznie się proces składania jaj, ptak często dokłada do gniazda kamienie, kawałki muszli, patyki itp. W zniesieniu 4–6 jaj. Inkubacja trwa 22–28 dni, a zajmują się nią oboje rodzice. W przypadku utraty lęgu para może wyprowadzić od jednego do trzech lęgów zastępczych. Młode są w pełni opierzone po około miesiącu od wyklucia.

## Pożywienie
Żywi się głównie bezkręgowcami, takimi jak dżdżownice, ślimaki, raki, koniki polne, chrząszcze czy larwy owadów wodnych. Podąża za traktorami orzącymi pola w poszukiwaniu robaków bądź pędraków; zjada też pozostawione na polach nasiona.

## Status zagrożenia
Międzynarodowa Unia Ochrony Przyrody (IUCN) od 2024 roku uznaje sieweczkę krzykliwą za gatunek bliski zagrożenia (NT, Near Threatened); wcześniej klasyfikowano ją jako gatunek najmniejszej troski (LC – Least Concern). Ptak ten jest szeroko rozprzestrzeniony i pospolity. W 2023 roku organizacja Partners in Flight szacowała liczebność populacji na 2,3 miliona dorosłych osobników. Globalny trend liczebności uznawany jest za spadkowy; spadki liczebności mogą przekraczać 20% w ciągu trzech pokoleń (czyli niespełna 13 lat).